# (100606) 1997 SU2
(100606) 1997 SU2 es un asteroide perteneciente al cinturón de asteroides, descubierto el 25 de septiembre de 1997 por Petr Pravec desde el Observatorio de Ondřejov, Ondřejov, República Checa.

## Designación y nombre
Designado provisionalmente como 1997 SU2.

## Características orbitales
1997 SU2 está situado a una distancia media del Sol de 2,705 ua, pudiendo alejarse hasta 3,237 ua y acercarse hasta 2,173 ua. Su excentricidad es 0,196 y la inclinación orbital 10,89 grados. Emplea 1625,47 días en completar una órbita alrededor del Sol.

## Características físicas
La magnitud absoluta de 1997 SU2 es 15,1. Tiene 3 km de diámetro y su albedo se estima en 0,166.